# Stelletta cyathoides
Stelletta cyathoides är en svampdjursart som beskrevs av Burton 1926. Stelletta cyathoides ingår i släktet Stelletta och familjen Ancorinidae. Inga underarter finns listade i Catalogue of Life.